# Calle 14 (línea de la Sexta Avenida)
La Calle 14 es una estación en la línea de la Sexta Avenida del Metro de Nueva York de la B del Independent Subway System (IND). La estación se encuentra localizada en los barrios Chelsea, Greenwich Village en Manhattan entre la Calle 14 y la Avenida de las Americas. La estación está servida las 24 horas por los trenes del servicio  y todos los días de semana hasta la media noche por el servicio .